# Per Bolund
Per Bolund, né le 3 juillet 1971 à Hässelby (commune de Stockholm), est un biologiste et homme politique suédois, membre du Parti de l'environnement Les Verts dont il est l'actuel porte-parole. 

## Biographie
Per Bolund étudie la biologie à l'université de Stockholm et à l'université de Stirling de 1992 à 1996. Il travaille ensuite sur un projet de recherche sur les transports durables et le développement urbain durable. Il termine ses études doctorales à l'université de Stockholm en 2002 sans diplôme.
À partir de 2002, Bolund travaille comme consultant au sein du département économique de la chancellerie suédoise. Lors des élections de 2006, il est élu au Parlement suédois, où il est porte-parole pour la politique économique et énergétique et membre de la commission économique. Il perd son mandat lors des élections de 2010 et est ensuite conseiller municipal à Stockholm entre 2010 et 2011. À la suite de la démission de Maria Wetterstrand, il rejoint le Riksdag en 2011 et est porte-parole de la politique économique et membre de la commission des finances.
Après les élections de 2014 au Riksdag, Bolund devient ministre des finances et de la consommation dans le gouvernement Löfven, en tant qu'adjoint de la ministre des finances Magdalena Andersson. De janvier 2019 à février 2021, il est ministre des Marchés financiers et du Logement dans le gouvernement Löfven. Entre février et novembre 2021, il est vice-Premier ministre et ministre de l'Environnement et du Climat.